# Cửa khẩu U Ma Tu Khoòng
Cửa khẩu U Ma Tu Khoòng là cửa khẩu tại bản U Ma Tu Khoòng xã Thu Lũm huyện Mường Tè tỉnh Lai Châu, Việt Nam .
Cửa khẩu U Ma Tu Khoòng thông thương với cửa khẩu Bình Hà 22°46′49″B 102°29′49″Đ / 22,780221°B 102,497078°Đ ở thị trấn Bình Hà huyện Lục Xuân tỉnh Vân Nam, Trung Quốc.
Cửa khẩu U Ma Tu Khoòng tồn tại là lối mở đã lâu, được mở và chợ nâng cấp tháng 3/2012.

## Kỷ lục Việt Nam
Đường biên giới Việt - Trung tại vùng cửa khẩu chạy dọc theo sống núi từ đỉnh Là Pơ đến dãy Phu Mu Su Cằng, cao từ 1900 m đến 2320 m. Chợ cửa khẩu mở trên yên ngựa núi.
Với độ cao trên 1900 m cửa khẩu U Ma Tu Khoòng là cửa khẩu có độ cao cao nhất Việt Nam.